# کرم من دین من
کرم من دین من (به هندی: Mera Karam Mera Dharam) فیلمی محصول سال ۱۹۸۷ و به کارگردانی دولال گوها است. در این فیلم بازیگرانی همچون درمندرا، جیتندرا، یوگتا بالی، اوتام کومار ایفای نقش کرده‌اند.